# Sidi Boussaid
Sidi Boussaid (em árabe: سيدي بوسعيد) é uma cidade e comuna localizada na província de Mascara, Argélia. Segundo o censo de 2008, a população total da cidade era de 4 483 habitantes.